# 파스칼 헨스
파스칼 헨스(독일어: Pascal Hens, 1980년 3월 26일~)는 독일의 전직 핸드볼 선수로 포지션은 레프트백이다. 현역 시절 핸드볼 분데스리가의 프로 선수로 활동했고 독일 핸드볼 국가대표팀의 일원으로 뛰었다. 2004년 독일팀의 일원으로 올림픽에서 은메달을 획득했다.